# Lachowce (obwód brzeski)
Lachowce (biał. Ляхаўцы, Lachaucy; ros. Ляховцы, Lachowcy) – agromiasteczko na Białorusi, w obwodzie brzeskim, w rejonie małoryckim, w sielsowiecie Mokrany, około 10 km do granicy z Ukrainą.
Siedziba parafii prawosławnej; znajdują się tu dwie cerkwie – parafialna pw. Narodzenia Matki Bożej i cmentarna pw. św. Mikołaja Cudotwórcy.

## Historia
Wieś ekonomii brzeskiej w drugiej połowie XVII wieku. 
W XIX i w początkach XX w. wieś i osada (okolica szlachecka) położone w Rosji, w guberni grodzieńskiej. Wieś należała do powiatu brzeskiego, osada do powiatu kobryńskiego.
W dwudziestoleciu międzywojennym leżały w Polsce, w województwie poleskim. Wieś Lachowce przez cały ten okres położona była w powiecie brzeskim, w gminie Małoryta. Okolica Lachowce do 12 kwietnia 1928 leżała w powiecie kobryńskim, w gminie Mokrany, następnie została przyłączona do gminy Małoryta.
W 1924 wieś liczyła 1155 mieszkańców - 1129 Białorusinów, 16 Polaków, 9 Żydów i 1 osobę innej narodowości. 1130 osób było wyznania prawosławnego, 16 rzymskokatolickiego i 9 mojżeszowego. Okolica liczyła 98 mieszkańców, wyłącznie Polaków, wśród których był 83 osób wyznania rzymskokatolickiego i 15 prawosławnego.
Po II wojnie światowej w granicach Związku Sowieckiego. Od 1991 w niepodległej Białorusi.
Urodził się tu Piotr Poczinczuk wicemistrz olimpijski z 1980 w chodzie.